# ハズバンド・ヒル

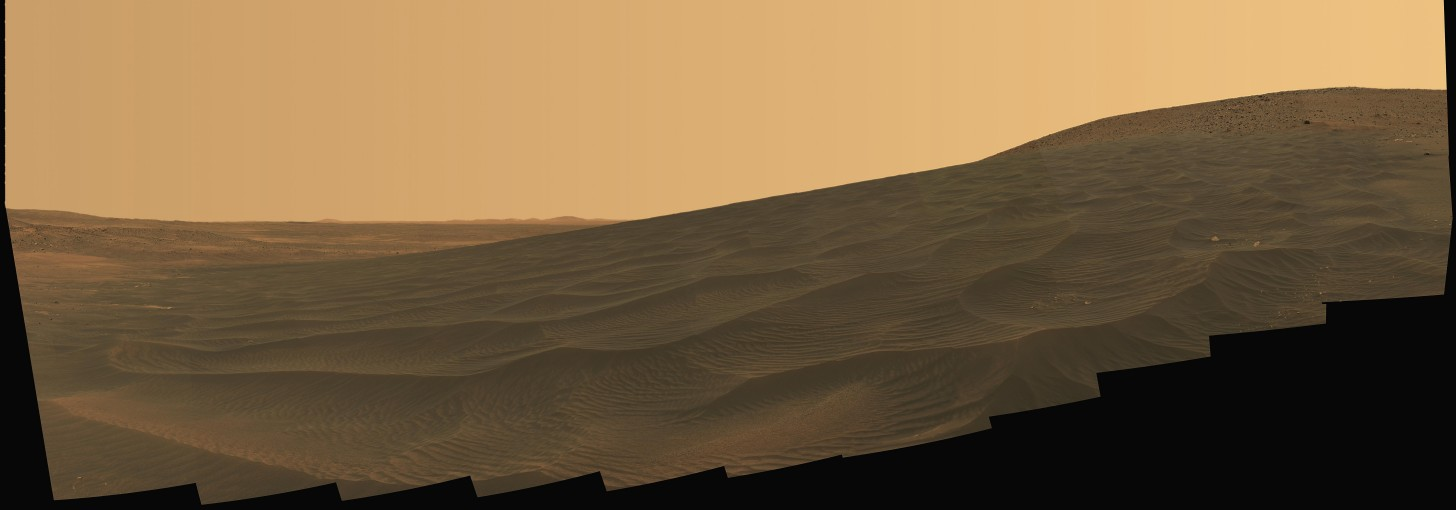
ハズバンド・ヒルの南面にある「エル・ドラド」

ハズバンド・ヒル (Husband Hill) は、火星のグセフクレーター内のコロンビア・ヒルズにある地形である。NASAの探査機スピリットの着陸地点にほど近い場所にある。コロンビア号空中分解事故の際にコロンビアの機長として殉職したリック・ハズバンドの名前にちなんで名付けられた。

## 探査
2005年、スピリットは、着陸地点の探査の一環として、ハズバンド・ヒルの頂上までゆっくり上った。2005年8月22日に頂上に到着し、9月25日に降りた。この間、約2ヶ月をかけて頂上付近の表面や外観を観測した。この結果、ハズバンド・ヒルには、通常よりもリンの含有率が多い岩石がある「カンバーランド・リッジ」やアルベドの低い「エル・ドラド」等の地形が見つかり、命名された。